# Cris Velasco
Cris Velasco, noto anche con lo pseudonimo di Cris Liesch (maggio 1974), è un compositore statunitense, principalmente noto per le sue composizioni musicali per film e videogiochi.

## Carriera
Tra il 2005 e il 2010, compone la colonna sonora principale per la serie di videogiochi God of War, con quattro tracce su God of War, quattro su God of War II e cinque su God of War III. Ha anche composto musica per il videogioco basato sulla serie televisiva "Battlestar Galactica", Terminator 3: The Redemption, Teenage Mutant Ninja Turtles (2007), Anderson's Cross, Company of Heroes 2, Haze, Splinter Cell: Double Agent (solo tema principale) e Clive Barker's Jericho. È anche accreditato per aver composto delle tracce musicali aggiuntive per Van Helsing (film e videogioco, entrambi del 2004) e per aver realizzato il sottofondo musicale di "Hellgate: London", nel 2007.
Attualmente, Velasco collabora con il collega Sascha Dikiciyan e, nel 2009, entrambi realizzano numerose tracce per la colonna sonora del videogioco "Prototype" - oltre ad altri progetti. Nel 2011, si occupano dell'intera colonna sonora di Warhammer 40.000: Space Marine. Tra il 2010 e il 2016, compone tracce per il DLC di Mass Effect 2 "Borderlands", Tron: Evolution, Mass Effect 3, ZombiU, Enemy Front, Bloodborne, Battleborn e Overwatch.
Nel 2017, compone le tracce per il tema principale di Resident Evil 7: Biohazard e, tra il 2018 e il 2019, lavora sul sottofondo musicale di Darksiders III e Gylt.

## Musica composta

### Videogiochi
- Gylt
- Darksiders III
- Resident Evil 7: Biohazard
- Overwatch
- Battleborn
- Bloodborne
- Tales from the Borderlands
- Assassin's Creed: Unity - Dead Kings
- Company of Heroes 2
- Injustice: Gods Among Us
- Mass Effect 3: Citadel
- Borderlands 2: Caccia grossa con Sir Hammerlock
- Mass Effect 3: Omega
- Mass Effect 3: Leviathan
- Borderlands 2
- ZombiU
- Mass Effect 3
- Kingdom Under Fire 2
- The Exiled Realm of Aborea
- Soulcalibur V
- The Long Dark
- Heroes of Might and Magic VI
- Warhammer 40.000: Space Marine
- The Agency: Covert Ops
- Section 8: Prejudice
- Mortal Kombat 9
- Mass Effect 2: Arrival
- Tron: Evolution
- Monday Night Combat
- StarCraft II
- Mass Effect 2: Kasumi - La memoria rubata
- God of War III
- Darksiders
- Borderlands
- G.I. Joe - La nascita dei Cobra
- Prototype
- Mortal Kombat vs. DC Universe
- Haze
- Battlezone
- Beowulf
- Stuntman: Ignition
- Stranglehold
- Mythos
- Hellgate: London
- Teenage Mutant Ninja Turtles: Smash-Up
- God of War II
- Clive Barker’s Jericho
- Dark Messiah of Might and Magic
- Marvel: La Grande Alleanza
- Splinter Cell: Double Agent
- SpyHunter: Nowhere to Run
- Jaws Unleashed
- God of War
- Terminator 3: The Redemption
- Battle Castles
- Van Helsing
- Battlestar Galactica
- Maximo vs. Army of Zin
- Gunman Chronicles